# Guldensporenmarathon
De Guldensporenmarathon was een Belgische hardloopwedstrijd van Kortrijk naar Brugge over de afstand van een marathon (42,195 km). Het evenement werd sinds 1987 jaarlijks georganiseerd.
Op zondag 8 juli 2007 startte de 21ste editie in Kuurne. Dit was de laatste editie van de Guldensporenmarathon, wegens te verlieslijdend. De 10 Mijl van Vlaanderen (Brugge-Oostkamp-Brugge), die over nagenoeg hetzelfde traject als een deel van de Guldensporenmarathon liep, kende echter een groot succes. De Guldensporenmarathon werd opgedoekt en de 10 Mijl van Vlaanderen opgewaardeerd. De nieuwe naam van deze laatste werd "Guldensporen 10 Mijl van Vlaanderen".

## Parcoursrecords
- Mannen - 2:13.09 Ronny Ligneel  BEL (6 juli 1997)
- Vrouwen - 2:37.04 Grace Chebet  KEN (9 juli 2000)

## Uitslagen
| Jaar         | Snelste man           | Land      | Tijd    | Snelste vrouw          | Land      | Tijd    |
| ------------ | --------------------- | --------- | ------- | ---------------------- | --------- | ------- |
| 8 juli 2007  | Patrick Tambwe        | Frankrijk | 2:19.50 | Carline Deseyn         | België    | 3:14.16 |
| 2 juli 2006  | Vincent Ternet        | België    | 2:24.49 | Petra Knops            | Nederland | 3:13.27 |
| 3 juli 2005  | Filip Vanhaecke       | België    | 2:25.12 | Inez Jacquemart        | België    | 3:07.18 |
| 4 juli 2004  | Gino Van Geyte        | België    | 2:17.51 | Marijke Guillemyn      | België    | 2:49.04 |
| 6 juli 2003  | Gino Van Geyte        | België    | 2:18.04 | Ann Kinthaert          | België    | 2:57.00 |
| 7 juli 2002  | Chris Verbeeck        | België    | 2:16.48 | Alemitu Bekele         | Ethiopië  | 2:44.35 |
| 8 juli 2001  | Joseph Maina          | Kenia     | 2:19.08 | Alemitu Bekele         | Ethiopië  | 2:42.59 |
| 9 juli 2000  | Filip Vanhaecke       | België    | 2:18.54 | Grace Chebet           | Kenia     | 2:37.04 |
| 11 juli 1999 | Chaham El Maati       | Marokko   | 2:19.38 | Zahra Akrachi          | Marokko   | 2:49.57 |
| 5 juli 1998  | My Tahar Echchadli    | Marokko   | 2:15.53 | Zahra Akrachi          | Marokko   | 2:46.57 |
| 6 juli 1997  | Ronny Ligneel         | België    | 2:13.09 | Zahra Akrachi          | Marokko   | 2:41.25 |
| 7 juli 1996  | Oleg Otmakhov         | Rusland   | 2:13.10 | Wioletta Kryza         | Polen     | 2:41.52 |
| 9 juli 1995  | Slawomir Gurny        | Polen     | 2:18.38 | Gouzel Tazetdinova     | Rusland   | 2:47.43 |
| 10 juli 1994 | Yevgeniy Zarakovskiy  | Rusland   | 2:15.18 | Janina Malska          | Polen     | 2:42.51 |
| 11 juli 1993 | Marnix Goegebeur      | België    | 2:13.26 | Elena Sipatova         | Rusland   | 2:41.01 |
| 17 juli 1992 | Francis Meirens       | België    | 2:20.49 | Viviane van Buggenhout | België    | 2:59.29 |
| 7 juli 1991  | Seraphin Viera        | Portugal  | 2:22.22 | Lisette Devooght       | België    | 3:01.49 |
| 8 juli 1990  | Wieslaw Furmanek      | Polen     | 2:19.34 | Anna Krol              | Polen     | ?       |
| 11 juli 1989 | Werner Mory           | België    | 2:18.42 | Anna Krol              | Polen     | ?       |
| 11 juli 1988 | Willy Vanhuylenbroeck | België    | 2:18.29 | Anna Krol              | Polen     | ?       |
| 11 juli 1987 | Franky Hoste          | België    | 2:24.04 | Anna Krol              | Polen     | ?       |